# Crise do Mar Vermelho

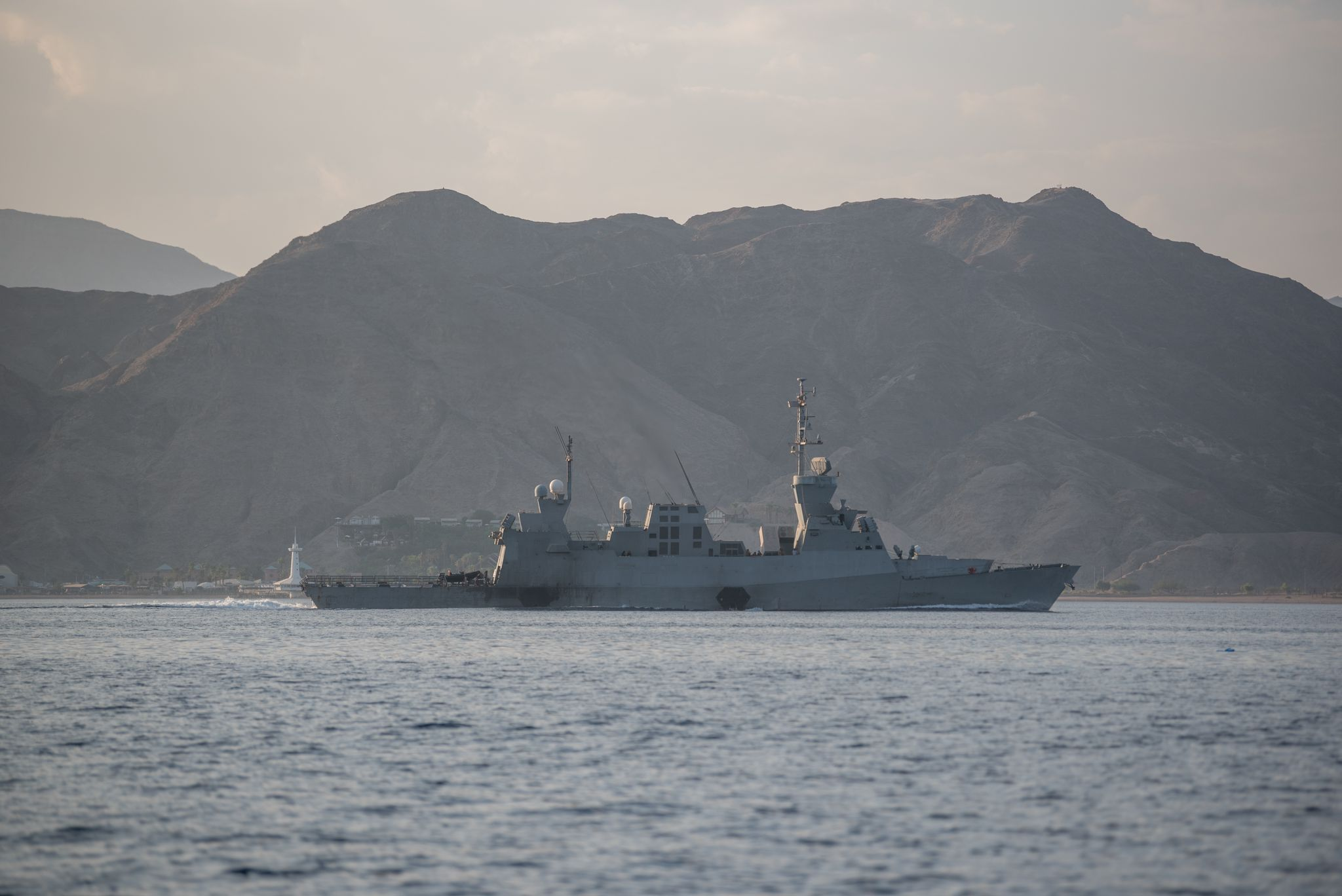
Os barcos com mísseis na área do Mar Vermelho.

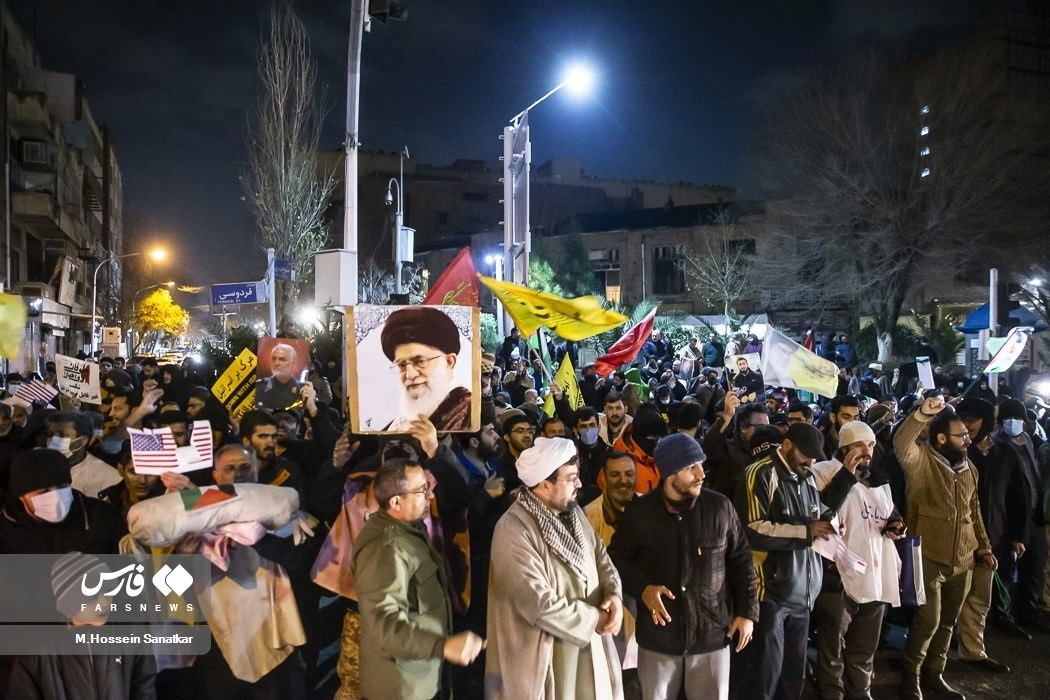
Protestos no Irã contra o bombardeio de 2024 no Iêmen

A Crise do Mar Vermelho iniciou-se em 19 de outubro de 2023 quando o movimento Houthi do Iêmen iniciou uma série de ataques, visando o sul de Israel e navios no Mar Vermelho que alegava estarem vinculados a Israel. No entanto, os navios não destinados a Israel foram principalmente visados e os ataques foram descritos como “indiscriminados”.
Durante a Guerra Israel-Hamas, o movimento iemenita Houthi, alinhado com o Hamas, lançou ataques contra Israel. Eles empregaram mísseis e veículos aéreos não tripulados, alguns dos quais foram interceptados por Israel sobre o Mar Vermelho usando o sistema de defesa antimísseis Arrow (outro míssil foi interceptado no espaço, tornando-o o primeiro caso de guerra espacial na história, de acordo com autoridades israelenses); outros ficaram aquém dos seus alvos ou foram interceptados pela Marinha dos Estados Unidos, pela Marinha Francesa e pela Força Aérea Israelense.
O porta-voz militar dos houthis, Yahya Saree, anunciou que qualquer navio destinado a Israel era um “alvo legítimo” e que não pararia até que a Faixa de Gaza fosse abastecida com alimentos e medicamentos. Também dispararam contra navios mercantes de vários países no Mar Vermelho, ao largo da costa do Iêmen, no estreito de Bab-el-Mandeb, um ponto de estrangulamento da economia global.
Isto resultou em centenas de navios de carga e petroleiros sendo redirecionados ao redor do extremo sul da África para evitar os ataques no Mar Vermelho, precipitando a Operação Guardião da Prosperidade liderada pelos Estados Unidos e o envio de várias outras forças na região, incluindo as marinhas da França, Itália, Índia e Paquistão.

## Antecedentes

Áreas controladas pelo movimento Houthi em setembro de 2023, coloridas em verde.

O movimento houthi é uma organização militante xiita que controla o norte do Iêmen e é apoiada e financiada pelo Irã. Os Houthis foram acusados, especialmente pelos governos dos Estados Unidos e do Reino Unido, de agir como procuradores iranianos. Em agosto de 2018, um documento das Nações Unidas revelou que o movimento também é apoiado e financiado pela Coreia do Norte através da Síria após uma reunião entre um membro houthi e um oficial do governo norte-coreano. O slogan do movimento é "Deus é o Maior, Morte à América, Morte a Israel, Maldição sobre os Judeus, Vitória do Islã."
Após a eclosão da Guerra Israel-Hamas, grupos militantes apoiados pelo Irã em todo o Oriente Médio, incluindo os Houthis, manifestaram apoio aos palestinos e ameaçaram atacar Israel. O líder houthi, Abdul-Malik al-Houthi, alertou os Estados Unidos contra a intervenção, ameaçando retaliação com drones e mísseis. Para pôr fim aos ataques no Mar Vermelho, os Houthis exigiram um cessar-fogo em Gaza e o fim do bloqueio israelense à Faixa de Gaza.

## Eventos

### Outubro de 2023
Em 19 de outubro de 2023, autoridades estadunidenses disseram que o destróier USS Carney da Marinha dos Estados Unidos abateu três mísseis de cruzeiro de ataque terrestre e vários drones em direção a Israel lançados pelos Houthis no Iêmen. Esta foi a primeira ação dos militares estadunidenses para defender Israel desde o início da guerra. Mais tarde foi relatado que o navio abateu quatro mísseis de cruzeiro e 15 drones. Outro míssil teria sido interceptado pela Arábia Saudita.
Em 27 de outubro de 2023, duas loitering munition foram disparadas na direção norte do sul do Mar Vermelho. De acordo com oficiais das Forças de Defesa de Israel, o seu alvo era Israel, mas não cruzaram a fronteira do Egito. Dos dois drones, um caiu e atingiu um prédio adjacente a um hospital em Taba (Egito), ferindo seis; o outro foi abatido perto de uma usina elétrica perto da cidade de Nuweiba, no Egito. Mais tarde, um oficial houthi fez uma postagem de texto no Twitter depois que o drone caiu em Taba, mencionando a cidade israelense vizinha de Eilat.
Em 31 de outubro, foi acionado um alerta em Eilat, no kibutz de Eilot e na área do parque industrial de Shahorit sobre a penetração de aeronaves hostis provenientes do Mar Vermelho. A aeronave foi interceptada com sucesso no Mar Vermelho. O sistema Arrow interceptou um míssil balístico e a Força Aérea interceptou vários mísseis de cruzeiro disparados do Mar Vermelho em direção a Eilat. Os Houthis assumiram a responsabilidade pelos lançamentos. Um míssil de cruzeiro foi abatido por um jato F-35i Adir. A derrubada do míssil pelo Arrow marca a primeira vez que ele foi usado na Guerra Israel-Hamas. De acordo com autoridades israelenses, a interceptação ocorreu acima da atmosfera da Terra, sobre o deserto de Negev, tornando-a o primeiro caso de guerra espacial na história.

### Novembro de 2023
Em 1 de novembro, às 0h45, as Forças de Defesa de Israel interceptaram uma ameaça aérea disparada do Iêmen e identificada ao sul de Eilat. Um drone estadunidense MQ-9 Reaper foi abatido na costa iemenita pelas defesas aéreas houthis em 8 de novembro; o Pentágono disse anteriormente que drones MQ-9 sobrevoavam Gaza na função de coleta de informações para ajudar nos esforços de recuperação de reféns. Em 9 de novembro, os Houthis dispararam um míssil em direção à cidade de Eilat. O míssil foi interceptado por um míssil Arrow 3, marcando a primeira vez que foi usado em uma interceptação.
Em 14 de Novembro, os Houthis dispararam numerosos mísseis, um dos quais apontado para a cidade de Eilat. O míssil foi interceptado por um míssil Arrow de acordo com autoridades israelenses. No dia seguinte, autoridades estadunidenses disseram que o USS Thomas Hudner abateu um drone, disparado do Iêmen, que se dirigia para lá. Em 22 de novembro, os Houthis dispararam um míssil de cruzeiro apontado para a cidade de Eilat. Autoridades israelenses disseram que o míssil foi abatido com sucesso por um F-35. Em 23 de novembro de 2023, autoridades estadunidenses disseram que o destróier USS Thomas Hudner havia abatido vários drones de ataque lançados do Iêmen.
Em 29 de novembro de 2023, autoridades estadunidenses disseram que o contratorpedeiro USS Carney da Marinha dos Estados Unidos abateu um drone Houthi KAS-04 quando o contratorpedeiro se aproximava do Estreito de Bab-el-Mandeb. Em 30 de novembro de 2023, a mídia saudita informou que um ataque aéreo israelense causou uma explosão em um depósito de armas dos houthis em Sana'a, capital do Iêmen. As autoridades houthis negaram o relato, afirmando que um posto de gasolina foi atingido. Um membro do gabinete político dos Houthis, Hezam al-Asad, disse que a explosão foi causada pelos restos de uma bomba que sobrou da guerra civil iemenita.

### Dezembro de 2023
Em 6 de dezembro de 2023, o movimento houthi lançou vários mísseis balísticos contra postos militares israelenses em Eilat. No mesmo dia, o USS Mason abateu um drone lançado do Iêmen. Não houve indicações claras do seu alvo.
Em 10 de dezembro de 2023, a fragata Languedoc da Marinha Francesa, operando no Mar Vermelho, interceptou dois drones lançados de Hodeida, um porto controlado pelos Houthis. A Marinha dos Estados Unidos supostamente abateu 14 drones em 16 de dezembro de 2023, enquanto as Forças de Defesa Aérea Egípcias interceptaram um objeto voando perto de Dahab.
Em 18 de dezembro de 2023, a Marinha Indiana estacionou o destróier INS Kolkata no Golfo de Áden para segurança marítima. O contratorpedeiro INS Kochi já foi implantado na região para combater os piratas somalis, embora o governo da Índia permaneça em silêncio sobre o seu envolvimento na Operação Guardião da Prosperidade.
Em 26 de dezembro de 2023, os Houthis afirmaram ter realizado ataques com drones em Eilat e outras partes de Israel. Os Estados Unidos abateram 12 drones e cinco mísseis disparados por eles e as Forças de Defesa de Israel disseram que também abateram um projetil lançado do Iêmen, visando Israel, sobre o Mar Vermelho, ao largo da costa da Península do Sinai. Em 26 de dezembro, a Marinha Indiana implantou os contratorpedeiros INS Mormugao e Visakhapatnam no Mar Arábico, depois que um navio mercante afiliado a Israel foi atingido na costa indiana. A Marinha estava investigando a natureza do ataque ao navio MV Chem Pluto, que atracou em Mumbai e os relatos iniciais apontaram para um ataque de drone. O Pentágono declarou que um drone lançado do Irã atingiu o MV Chem Pluto no Oceano Índico. O Ministério das Relações Exteriores do Irã negou as acusações dos Estados Unidos e chamou-as de “infundadas”. A tripulação do navio incluía 21 indianos e um cidadão vietnamita.

### Janeiro de 2024

Mapa dos ataques aéreos.

Em 4 de janeiro de 2024, poucas horas após uma advertência, os Houthis lançaram um veículo de superfície não tripulado em direção à Marinha dos Estados Unidos e a navios comerciais, mas detonou a bem mais de 1 milha náutica (1,9 km) dos navios.
Em 7 de Janeiro, o movimento Houthi declarou que os ataques retaliatórios contra a Marinha dos Estados Unidos continuariam, a menos que os Estados Unidos entregassem os militares da Marinha que mataram os dez tripulantes do barco de ataque houthi para que fossem julgados no Iêmen.
Em 10 de Janeiro, um ataque em grande escala foi iniciado pelos Houthis contra o USS Dwight D. Eisenhower, o USS Gravely, o USS Laboon, o USS Mason e o HMS Diamond, no qual foram lançados pelo menos 21 veículos aéreos não tripulados e mísseis.
Em 11 de janeiro, os United States Navy SEALs invadiram um navio ao largo da costa da Somália que estava destinado aos militantes houthis. Componentes de mísseis de fabricação iraniana e outras armas, incluindo peças de defesa aérea, foram apreendidos do navio. O navio foi então afundado e sua tripulação de 14 pessoas foi detida. Durante a incursão, um SEAL foi empurrado para a água por ondas altas e um de seus companheiros pulou atrás dele, fazendo com que ambos desaparecessem. Ambos os SEALs foram declarados mortos pelos militares estadunidenses depois que uma busca de 10 dias não conseguiu localizá-los.
Em 12 de janeiro, os Estados Unidos e o Reino Unido conduziram ataques aéreos contra mais de uma dezena de alvos houthis no Iêmen com o apoio de vários outros países, poucas horas depois de o líder do grupo ter prometido que qualquer ataque estadunidense às suas forças "não ficaria sem uma resposta".  Foi a primeira vez que alvos houthis no Iêmen foram visados desde o início da Crise do Mar Vermelho. Mais de 150 munições e mísseis Tomahawk atingiram 28 locais nas áreas controladas pelos houthis. Os Houthis disseram que cinco dos seus combatentes foram mortos e outros seis ficaram feridos Um dia depois, os Estados Unidos realizaram outro ataque a um local de radar dos houthi em Sanaa. Em 14 de janeiro, ataques aéreos estadunidenses e britânicos foram relatados em Hodeida, e aviões espiões foram avistados perto da área. Os relatos também sugeriram que Israel estava envolvido nos ataques. Os Estados Unidos negaram no mesmo dia.
Em 14 de janeiro, os Houthis dispararam um míssil de cruzeiro antinavio de Hodeida na direção do USS Laboon. O míssil foi abatido por um avião de combate antes que pudesse causar danos.
Em 16 de janeiro, os Estados Unidos abateu quatro mísseis balísticos anti-navio dos houthis enquanto se preparavam para alvejar navios no Mar Vermelho. No dia seguinte, uma quarta rodada de ataques estadunidenses atingiu 14 mísseis em áreas controladas pelos Houthis.

## Impacto
Os ataques dos Houthis impactaram o transporte marítimo para Israel e o comércio local, tendo o transporte comercial para o Porto de Eilat cessado quase completamente. Em vez disso, navios comerciais vindos da Ásia para Israel, bem como alguns navios comerciais não destinados a Israel, começaram a contornar pela África, o que torna a viagem cerca de três semanas mais longa e aumenta as despesas. Até 21 de dezembro, mais de 100 navios porta-contentores foram redirecionados para contornar África, cada um acrescentando cerca de 6.000 milhas náuticas à distância da viagem.
Outro impacto foi o aumento dos custos de seguro para navios comerciais que atravessam o Mar Vermelho; os navios israelenses tiveram um aumento de 250% e outros não conseguiram obter nenhum seguro.
Embora os israelenses enfrentem atrasos na cadeia de abastecimento e aumentos de preços, os efeitos na economia egípcia são mais graves, uma vez que o transporte marítimo através do Canal de Suez contribui com quase $ 9,4 bilhões de dólares para a economia egípcia, que está a sofrer uma crise da dívida agravada pelas perturbações comerciais com Israel devido à guerra em Gaza.
As principais companhias marítimas suspenderam o tráfego de navios através do Mar Vermelho devido aos ataques, incluindo MSC, Maersk, CMA CGM, COSCO, Hapag-Lloyd, e Evergreen Marine Corporation. Em 18 de dezembro, a multinacional britânica de petróleo e gás BP também suspendeu todos os embarques através do Mar Vermelho. A Maersk, que detém cerca de 14,8% da participação de mercado no mercado global de transporte marítimo de contêineres, anunciou em 25 de dezembro de 2023 que retomaria as operações em breve como resultado da Operação Guardião da Prosperidade. Em 30 de dezembro, a Maersk retomou as operações no Mar Vermelho, mas as interrompeu novamente após os ataques à Maersk Guangzhou. Em 12 de janeiro, a Tesla disse que suspenderia a maior parte da produção da sua fábrica em Grünheide, a sua única na Europa, por duas semanas a partir de 29 de janeiro, devido a problemas na cadeia de abastecimento causados pelos ataques dos houthis. A Volvo Cars também disse que interromperia a produção de sua fábrica em Ghent por três dias a partir da semana seguinte. A Shell plc anunciou a suspensão do "trânsito" através do Mar Vermelho.
Em 21 de dezembro, o executivo-chefe do Porto de Eilat disse que o porto sofreu uma queda de 85% na atividade desde os ataques iemenitas aos navios no Mar Vermelho. Muitos navios seguiram uma rota mais segura, contornando a África e o Cabo da Boa Esperança, embora esta rota implique dez dias extras, gaste mais combustível e exija mais tempo da tripulação. A suspensão de um grande volume de comércio através do Mar Vermelho levou a uma diminuição na utilização do Canal de Suez e foi, portanto, um golpe para a economia egípcia.
O Catar suspendeu navios-tanque de gás natural liquefeito através do Estreito de Bab al-Mandeb depois que ataques aéreos liderados pelos estadunidenses contra alvos houthis no Iêmen aumentaram os riscos no estreito. Considerando que o Catar é o segundo maior fornecedor da Europa, a suspensão a longo prazo das exportações suscitou preocupações à medida que a temporada de inverno começa na Europa.
Em 16 de janeiro, a multinacional britânica de petróleo e gás Shell suspendeu todos os carregamentos do Mar Vermelho indefinidamente devido a ataques a navios comerciais. Alguns navios que viajavam através do Mar Vermelho começaram a escrever "Sem contato com Israel" em seu sistema de identificação automática para evitar a intervenção dos Houthis.